# 大雄的魔界大冒險
《哆啦A夢：大雄的魔界大冒險》（日語：ドラえもん のび太の魔界大冒険）是第五部哆啦A夢大長篇、第五部哆啦A梦电影作品，並為該系列首度用電腦圖形CG繪製動畫。於1984年3月17日上映，監督是芝山努。票房是16.3億日圓，觀眾共330萬人。本作品的重制版是2007年《大雄的新魔界大冒險～7人魔法使～》。

## 背景舞台
魔法世界
大雄因嚮往著魔法繁榮的世界，於是使用多啦A夢的法寶“如果電話亭”實現心願。可是實現出來的世界並不理想，魔氈貴得很，而且還要考取駕照。所有魔法都以物體浮游術作基礎，掃帚等於單車，而魔氈則等於汽車。在這裡，科學被視為迷信。
魔界星
惡魔的基地，他們所謂地球是指另外的行星。本作品所謂惡魔是指“魔界”。視大魔王為元首的完全獨裁國家。諸位惡魔是全是魔王的部下，採用全國皆兵制。身分階級徹底，用帽子的星星數量表示上下關係。除了惡魔之外，美人魚和魔獸等也住在魔界。

## 登場人物
以下台灣的配音員，為新潮社大約於1990年代所發行之錄影帶版本（已絕版）。此電影基本上只存在「叮噹」或「小叮噹」的版本：台灣方面，下列配音員為新潮社有限公司大約於1990年代所發行之錄影帶版本（已絕版）。香港方面，存在兩個版本：一個是無綫電視（TVB）於1990年製作的版本，由當時電視動畫版的主角配音陣容聲演，另一版本為1995年由「歷紹行」推出的錄影帶及鐳射影碟，兩者翻譯和配音陣容不同，唯一共通之處是「叮噹」一角都由林保全聲演 。

### 原設
| 角色     | 配音員     | 配音員   | 配音員     | 配音員   |
| 角色     | 日本       | 英屬香港 | 英屬香港   | 臺灣     |
| 角色     | 日本       | TVB版本  | 歷紹行版本 | 臺灣     |
| -------- | ---------- | -------- | ---------- | -------- |
| 哆啦A夢  | 大山羨代   | 林保全   | 林保全     | 于正昇   |
| 野比大雄 | 小原乃梨子 | 曾慶珏   | （待考）   | 李映淑   |
| 源靜香   | 野村道子   | 孫明貞   | （待考）   | 謝佼娟   |
| 骨川小夫 | 肝付兼太   | 方煥蘭   | （待考）   | 魏伯勤   |
| 剛田武   | 立壁和也   | 馮志潤   | （待考）   | 徐健春   |
| 多啦美   | 橫澤啟子   | 林元春   | （待考）   | （待考） |

### 電影角色
| 角色       | 配音員   | 配音員   | 配音員     | 配音員 | 介紹 |
| 角色       | 日本     | 英屬香港 | 英屬香港   | 臺灣   | 介紹 |
| 角色       | 日本     | TVB版本  | 歷紹行版本 | 臺灣   | 介紹 |
| ---------- | -------- | -------- | ---------- | ------ | --- |
| 滿月博士   | 中村正   | （待考） | （待考）   | 魏伯勤 | 研究魔學的博士。發表「魔界降臨學說」，沒人相信這是事實。最初被惡魔捉走，間接讓大雄一行人前往魔界星。                                                               |
| 滿月美代子 | 小山茉美 | 黃麗芳   | （待考）   | 姜瑰瑾 | 滿月博士的獨生女兼助手。母亲早已去世。由於惡魔的詛咒而變成貓，加上要救回被捉走的父親跟大雄一行人勇闖魔界星。美代子不論在新版电影中还是在旧版电影中都是个重要角色。 |

### 本部電影反派
| 角色         | 配音員   | 配音員   | 配音員     | 配音員 | 介紹                                                         |
| 角色         | 日本     | 英屬香港 | 英屬香港   | 臺灣   | 介紹                                                         |
| 角色         | 日本     | TVB版本  | 歷紹行版本 | 臺灣   | 介紹                                                         |
| ------------ | -------- | -------- | ---------- | ------ | ------------------------------------------------------------ |
| 大魔王迪馬王 | 若山弦藏 | （待考） | （待考）   | 魏伯勤 | 實施獨裁統治的大魔王，具有高強的魔力。弱點是心臟「赤心星」。 |

## 登場道具
- 如果電話亭
- 任意門
- 竹蜻蜓
- 翻譯蒟蒻
- 反動力斗篷
- 相反面霜
- 隔音耳貼
- 道路光線
- 石頭帽
- 照明飛彈
- 取物皮包
- 時光機
- 時光包巾
- 擔心蟲
- 放大燈
- 間諜衛星
- 穿透環
- 衝擊槍
- 空氣砲

## 劇情介紹
在現實世界諸事不順的大雄总是抱怨這個世界沒有魔法。某天他無意間發現自己跟哆啦A夢的石像，正好奇這些石像的來龍去脈時，憧憬魔法的大雄突發奇想使用「如果電話亭」實現夢想时讓石像亦隨之消失。可是變出來的魔法世界並不是隨著大雄的心願。加上不向其他人會使用魔法讓大雄感到很沮喪。有名的魔法研究者——滿月博士告知眾人有關魔界星不久后便會完全接近地球的消息。當大雄想變回現實世界時發現幻想電話亭己被媽媽給扔掉因和哆啦A夢爭吵。滿月博士解讀古文書時被惡魔給捉走，而幸於免難的美代子受到惡魔的魔咒變成貓，她得到大雄一行人的幫助出發至魔界星。
大雄一行人在魔界星經歷通過魔界的南極和住著美人魚及魔魚的迷惑之海、讓人迷路的不歸草原、充斥著魔獸的雨林。當他們來到魔界的深處也是魔界星的統治者大魔王的城堡，根據古文書的記載要打敗大魔王的唯一方法就是把銀飛鏢射進他的心臟裡，不過大雄一行人起初在對決中試圖用銀飛鏢攻擊大魔王，但是他們卻對大魔王毫髮未傷都被牠用法力轟出魔界郊外，當大雄一行人正想要在晚上反攻時受到惡魔軍團的追兵的追擊，在危急的時刻中，美代子犧牲自己當作誘餌並把古文書交給大雄讓他解讀最後有關魔王的內文，大雄發誓一定會盡快救出她和其他人，跟僅存逃過追擊的哆啦A夢回面利用時光機回到當初他們使用幻想電話亭的念頭，但同時大魔王派出妖魔梅杜莎追上去隨著大雄與哆啦A夢進入超空間穿越時空異次元來到現實世界把他們給石化。這時大雄跟哆啦A夢終於知道當初那兩尊石像就是未來的自己。就在大雄與哆啦A夢動彈不得之際，哆啦美從未來遠道而來利用時光布使他們恢復過來还拿出她的幻想電話亭使一切回到現實世界，但大雄認為魔法世界還在陷入危機中，所以他們有義務先將美代子一行人給救出來。於是他們利用時光機回到魔界並且得知魔王的心臟不是在其本體內而是藏在外太空中，後來大雄跟哆啦A夢在哆啦美的協助下終於救出困住地牢的美代子一行人並且到外太空與大魔王的惡魔軍團展開決戰，最終大雄一行人在戰鬥中終於將大魔王的心臟給射穿並且保護地球。

## 工作人員表
- 監督：芝山努
- 腳本：藤本弘
- 演出助手：安藤敏彦、原恵一
- 佈局：本多敏行
- 作畫監督：富永貞義
- 美術監督：沼井信朗
- 色設計：片川喜好
- 攝影監督：高橋明彦
- 特殊攝影：三澤勝治（J.S.C）
- 編輯：井上和夫
- 錄音監督：浦上靖夫
- 效果：柏原満
- 音樂：菊池俊輔
- 監修：楠部大吉郎
- 制作台：山田俊秀
- 制作擔當：田村正司
- 制作人：別紙壮一、菅野哲夫
- 制作協力：藤子工作室、旭通信社
- 制作：新銳動畫、小學館、朝日電視台

## 主題曲
| 歌曲                         | 作詞     | 作曲               | 演唱                   |
| ---------------------------- | -------- | ------------------ | ---------------------- |
| 哆啦A夢主題曲《哆啦A夢之歌》 | 楠部工   | 菊池俊輔           | 大杉久美子（古倫美亞） |
| 電影主題曲《風之魔法》       | 湯川麗子 | NOBODY（搖滾樂團） | 小泉今日子             |

## 評價
由於其世界觀的特殊性，此作品被很多愛好者認為是多啦A夢電影的最高傑作。作品中出現的魔法咒語「Chinkarahoi」在香港海豹版本中譯作「魔法無邊」。

## 重制版
2007年春天的新作品電影，發表了重制版。劇本由真保裕一擔任，總社員預定多啦A夢電影史上首位年輕女性導演的寺本幸代擔任。標題是《大雄的新魔界大冒險～7人魔法使～》。

## 新版舊版不同之處
| 情節                                             | 新版情景                                                                                               | 舊版情景 |
| ------------------------------------------------ | --- | --- |
| 魔界星                                           | 宇宙中的神秘天體                                                                                       | 接近地球的魔法星球 |
| 滿月先生                                         | 現實：研究宇宙天體的博士 魔法世界：研究魔法的牧師                                                      | 現實：未提及，可能不存在 魔法世界：研究魔學的博士                                                                        |
| 美夜子                                           | 現實/魔法世界：滿月先生的女兒兼助手                                                                    | 現實：未提及，可能不存在 魔法世界：滿月先生的女兒兼助手                                                                  |
| 美夜子之母                                       | 為救病倒的美夜子跟惡魔訂下契約化為惡魔，開始大戰之前因魔力用盡而逝去                                   | 去世多年 |
| 梅杜莎                                           | 變成妖魔的美夜子之母，戲份較多，出現數次                                                               | 一個男性妖魔，普通配角，把多啦A夢和大雄變成石像，戲份較少，只出現一次                                                    |
| 納尼亞迪斯                                       | 《魔界歷程》的作者，男性，曾在五千前將惡魔族給封印並將方法寫入《魔界歷程》，給予月亮封印惡魔魔法的力量 | 唯一一個踏足魔界而留下魔界歷程的教官，只被提到先假裝成為惡魔的手下後跟著潛入魔界，返回地球後不久寫這本書，因此被惡魔所殺 |
| 出木杉                                           | 沒有，部分情節轉到多啦A夢的身上（很多魔法現今皆有科學解釋）                                            | 向大雄解釋魔法與科學原是同源並立，最後魔法被視為邪術逐漸衰亡，科學興盛的歷史                                             |
| 魔法的聯想                                       | 大雄觀看超能力魔美時聯想到                                                                             | 大雄做夢聯想到 |
| 小夫在學校示範魔法                               | 小夫控制大雄                                                                                           | 小夫用粉筆寫「大雄是笨蛋」                                                                                               |
| 物體浮游術咒語                                   | 鏘卡啦碰                                                                                               | 金卡啦喂 |
| 大雄練習魔法                                     | 用靜香的洋娃娃來練習                                                                                   | 用石頭練習 |
| 美夜子遭受惡魔的攻擊                             | 被惡魔變成老鼠，之後由靜香、小夫、胖虎改變成貓                                                         | 被惡魔變成貓 |
| 惡魔摧毀美夜子的家                               | 被梅杜莎給摧毀，隨即引發大地震                                                                         | 被小惡魔給摧毀 |
| 惡魔摧毀美夜子家的時間                           | 傍晚                                                                                                   | 深夜 |
| 大雄和多啦A夢和好                                | 發生地震後拯救美夜子時                                                                                 | 深夜聊天時 |
| 大雄遇到遭受攻擊的美夜子                         | 在老鼠前往大雄的家第二次，遇到月光而恢復人形時才被發現(第一次因被哆啦A夢給趕出去)                      | 在深夜睡覺的時候哆啦A夢被貓的叫聲給吵醒後發現                                                                            |
| 魔界歷程被惡魔給夺去                             | 被梅杜莎給夺去                                                                                         | 没有 |
| 魔界歷程的數量                                   | 一共有兩本(其中一本被梅杜莎給奪去)                                                                     | 只有一本 |
| 梅杜莎假扮成美夜子                               | 有 | 沒有 |
| 经过南极的海                                     | 哆啦A梦一行人直接飞过去                                                                                | |
| 到城堡中途的旅程                                 | 大雄一行人穿過南極後到達沙灘後深入地底再鑽入城堡                                                       | 大雄一行人穿過很多難關然後用「石頭帽」闖入城堡                                                                           |
| 隱形工具                                         | 盲點星星                                                                                               | 石頭帽 |
| 大雄一行人飞去恶魔居住的道具                     | 竹蜻蜓                                                                                                 | 耳塞，竹蜻蜓 |
| 大雄一行人首次見到迪瑪王                         | 哆啦A梦一行人隱身進入所在房間前早已被迪瑪王給掌控，下個畫面出現水晶球後全體現身                        | 隱身後在城堡途中尋找，下個畫面就轉到全體現身於迪瑪王的面前                                                               |
| 大雄一行人初次用銀飛鏢攻擊迪瑪王                 | 銀箭射中他身上片刻後被彈開                                                                             | 銀箭射進他身上後隱沒 |
| 石像掉落的地點                                   | 哆啦A夢直接掉在家中，大雄則掉在空地的樹                                                                | 多啦A夢掉在垃圾場，大雄掉在後山                                                                                          |
| 發現掉落的石像                                   | 哆啦A夢的石像直接在家中被發現，大雄的石像則是被靜香通知胖虎和小夫在空地整大雄(的石像)而發現            | 哆啦A夢的石像是在幫媽媽丟垃圾的時候發現，大雄的石像則是坐在後山的樹下發呆時發現                                          |
| 對石像跑進家裡的處理方式                         | 放進哆啦A夢的百寶袋裡                                                                                  | 把它搬回後院的倉庫 |
| 石像的發現                                       | 哆啦美和世修在後備空間百寶袋發現石像                                                                   | 哆啦美因為預報蟲響起而擔心所以回到過去查看                                                                               |
| 月亮魔力的消除                                   | 被梅杜莎用劍給消除                                                                                     | 沒有 |
| 发现迪瑪王的心臟所在之處                         | 大雄一行人從美夜子的母親口中得知此事(這時梅杜莎因為魔力用盡變回美夜子的母親)                           | 大雄、哆啦A梦被拯救后，乘坐时光机打算拯救美夜子等人时吃下翻译蒟蒻从魔界歷程得知此事                                      |
| 迪瑪王的心臟                                     | 魔界衛星，巨大鮮橘紅圓肉球                                                                             | 「魔鬼座的赤心星」，巨大發光人類心臟                                                                                     |
| 魔界大軍進攻                                     | 從魔界星直接進入太空決戰                                                                               | 先穿越超空間再到太空 |
| 大雄一行人前往迪瑪王的心臟的過程                 | 大雄一行人在途中遭遇魔界大軍並在無法突破包圍的情況下，從哆啦A夢拿出的任意門往迪瑪王的心臟的另一邊      | 在遇到魔界大軍的阻擾下躲避攻擊後前往迪瑪王的心臟                                                                         |
| 魔界大軍企圖阻撓大雄一行人對迪瑪王的心臟射出銀箭 | 使用任意門的前後都是魔界大軍前往阻止                                                                   | 前期由魔界大軍前往阻止，後期一行人甩掉敵軍後僅剩迪瑪王一人前往阻止                                                       |
| 大雄一行人對魔王心臟的最後一擊                   | 由大雄投射（因為只有大雄剩下銀箭，而且目標巨大不可能射偏，哆啦美使用放大燈把銀箭放大）                 | 由胖虎投射（因胖虎是胖虎隊投手）                                                                                         |
| 魔界星的結果                                     | 被魔界衛星變成的隕石撞擊，先出現一個妖魔慘叫的畫面後，隨即爆炸消失                                     | 被「魔鬼座的赤心星」，撞擊後先發出一陣光芒，再進入一個超空間消失                                                         |
| 月亮魔力的復原                                   | 在魔界星消失後，美夜子的母親項鍊發出光芒並且投射到月亮上隨即恢復                                       | 沒有 |
| 隱藏劇情                                         | 有 | 沒有 |
| 最後一幕                                         | 劇終唱片尾曲後大雄和多啦A夢前往空地，畫面最後停在樹上的掃把後劇終                                      | 劇終唱片尾曲後畫面停在地球                                                                                               |

## 外部連結
- 互联网电影数据库（IMDb）上《大雄的魔界大冒險》的资料（英文）
- 时光网上《大雄的魔界大冒險》的資料（简体中文）
- 豆瓣电影上《大雄的魔界大冒險》的資料 （简体中文）